# اوچالان
اوچالان (به انگلیسی: Uchalan) یک روستا در هند است که در Bardhaman district واقع شده‌است.

## خصوصیات
اوچالان ۶٬۸۰۶ نفر جمعیت دارد.